# Georgia Guidestones emlékmű
A Georgia Guidestones emlékmű egy gránit emlékmű volt, amely 1980 és 2022 között az Amerikai Egyesült Államok területén, a Georgia állambeli Elbert megyében állt. Az építmény 5,87 méter magas volt, hat gránitlapból készült, amelyek összesen 107 840 kg-ot nyomtak. A műemlékre néha "amerikai Stonehenge"-ként is hivatkoznak. A készítői hittek abban, hogy egy közelgő társadalmi, nukleáris vagy gazdasági csapás várható, és azt akarták, hogy az emlékmű útmutatásként szolgáljon az utána létező világ emberisége számára. Építésének idejétől fogva ellentmondások vették körül, végül összeesküvés-elméletek tárgyává vált, amelyek azt állították, hogy a sátánizmushoz kötődik.
2022. július 6-án a reggeli órákban az épületkomplexum súlyosan megsérült egy bombamerénylet során, és még aznap lebontották a köveket. Július végén Daniel Graves Elberton polgármestere bejelentette az emlékmű újjáépítésének tervét. Augusztus 8-án azonban az Elbert megyei bizottsági testülete megszavazta, hogy az emlékmű maradványait az Elberton Gránit Egyesületnek adományozzák, és visszaadják korábbi tulajdonosának azt az 5 hektáros földterületet, amelyen az emlékművet emelték.

## Története

### Építése
1979 júniusában egy Robert C. Christian álnevet használó férfi felkereste az Elberton Granite Finishing Company-t „egy kis lojális amerikai csoport” nevében, és megbízást adott az építkezésre. Christian elmagyarázta, hogy a kövek iránymutatóként, naptárként és óraként működnének, és ellenállónak kell lenniük "katasztrófaszerű eseményekkel szemben". A férfi állítólag a keresztény vallásra való hivatkozásként használta az álnevet. Christian azt mondta, hogy gránit emlékművet szeretne építeni, amely vetekszik a brit neolitikus Stonehenge emlékművel,amelyből az ihletet merítette, miután meglátogatta. Azt mondta azonban, hogy bár lenyűgöző volt de a Stonehenge-nek nincs közölnivalója.
Joe Fendley, az Elberton Granite munkatársa úgy gondolta, hogy Christian "idióta" volt, és megpróbálta elvenni a kedvét azzal, hogy olyan árajánlatot adott a jutalékra, amely többszöröse volt a vállalat által korábban vállalt projekteknél, elmagyarázva, hogy az iránykövek megépítése további eszközöket és tanácsadók bevonását igényel. Fendley meglepetésére Christian elfogadta az ajánlatot. A fizetés megszervezésekor Christian azt állította, hogy egy olyan csoportot képvisel, amely 20 éve tervezte az iránykövek megépítését, és névtelen szeretne maradni. Christian elmondta, hogy Elbert megyét választotta a rengeteg helyi gránit, a táj vidékies jellege, enyhe éghajlata és a régióhoz fűződő családi kötődése miatt. A projekt teljes költségét nem hozták nyilvánosságra, de több mint 100 000 amerikai dollárba került (amely 2021-es árfolyamon 400 000 dollárnak felel meg).
Christian átadta az iránykövek méretarányos modelljét és tíz oldalnyi útmutatást. Az 5 hektáros területet Christian vásárolta meg egy helyi farmtulajdonostól. A tulajdonos és gyermekei élethosszig tartó szarvasmarha-legeltetési jogot kaptak a iránykövek helyén. Az emlékmű a Georgia állami 77-es út mellett állt, körülbelül 11 km-re északra Elberton városától.
1980. március 22-én Doug Barnard kongresszusi képviselő leleplezte az emlékművet 200-300 fős közönség előtt. A ünnepség szervezője a leleplezésen üzenetet olvasott fel az egybegyűlt hallgatóságnak:
"A viták elkerülése érdekében mi, a Georgia Guidestones szponzorai egy egyszerű üzenetet küldünk az embereknek, most és a jövő számára. Hisszük, hogy előírásaink megalapozottak, és saját érdemeiken kell megállniuk."
— A Georgia Guidestones szponzorainak állítólagos nyilatkozata
Christian később átruházta a föld és az útmutatókövek tulajdonjogát Elbert megyére. 1981-re szögesdrót kerítést kellett építeni az emlékmű körül, hogy a szarvasmarhák ne kerüljenek be, mivel korábban kaparóoszlopnak használták. Egy magát Robert Christiannak valló férfi 1986-ban Common Sense Renewed címmel könyvet adott ki, amely az iránykövek ideológiáját fogalmazta meg. A szerző ezt írta:
"Én vagyok a Georgia Guidestones ötletgazdája és a feliratok egyedüli szerzője. Számos más amerikai állampolgár segítségemre volt az emlékmű létrehozásában. Nincsenek titokzatos céljaink vagy hátsó szándékaink. A józan ész útjait keressük egy békés világba, bizonyos hitvallások vagy filozófiák iránti elfogultság nélkül."
—"Robert Christian" (1986)
Fendley úgy gondolta, hogy az emlékmű regionális turisztikai látványosság lesz. A 2022-es évben 20 000 látogatóról számoltak be.
2015-ben egy dokumentumfilm készült Dark Clouds Over Elberton: The True Story of the Georgia Guidestones címmel, amelynek célja az volt, hogy felfedje Robert Christian valódi személyazonosságát. A dokumentumfilm készítői azt állították, hogy egy bankár után nyomoztak és interjút készítettek vele, aki részt vett az emlékmű építésének pénzügyi megszervezésében.

### Fogadtatása
Az emlékmű már a leleplezése előtt is vitákat váltott ki. Egyes helyiek „az ördög munkájaként” emlegették az építményt. Egy helyi miniszter arra figyelmeztetett, hogy "okkult csoportok" látogatják majd a helyszínt, és áldozásokat fognak végezni körülötte. 2009-ben a Wired folyóirat egyik cikke azt is megjegyezte, hogy Charlie Clamp homokfúvó több száz órát töltött a rézkarc készítésével, ezalatt "folyamatosan elvonta a figyelmét a furcsa zene és a szétszórt hangok".
2008-ban a köveket poliuretán festékkel és graffitivel rongálták meg, és olyan szlogeneket firkáltak rá, mint "Halál az Új Világrendre!". A Wired magazin "az első komoly vandalizmusként" hivatkozott rá az iránykövek történetében. 2014 szeptemberében az Elbert megyei karbantartási osztály egyik alkalmazottja felvette a kapcsolatot a Szövetségi Nyomozóirodával, amikor a köveket graffitikkel rongálták meg, olyan mondatokkal mint: „Én Ízisz vagyok, a szerelem istennője”. A rongálást követően biztonsági kamerákkal szerelték fel a helyszínt.
Kandiss Taylor, a 2022-es georgiai kormányzó előválasztás egyik republikánus jelöltje egy kampányhirdetésben "sátáninak" nevezte a Guidestones-t; kampányprogramjában az emlékmű eltávolítását szorgalmazta.

### Lerombolása
2022. július 6-án egy robbanószerkezetet felrobbantottak a helyszínen, ami megsemmisítette a szuahéli/hindi nyelvű táblákat, és jelentős károkat okozott a zárókőben. A közeli lakosok állítólag hajnali 4 óra körül robbanásokat hallottak és éreztek a környéken. A biztonsági kamerák felvételei rögzítették, ahogy egy jármű elhagyja a helyszínt, a rendőrség pedig ez alapján kivizsgálta az esetet. A Georgia Nyomozó Iroda (GBI) szerint a fennmaradó köveket a hatóságok biztonsági okokból a nap folyamán lerombolták egy markológép segítségével. Az Elberton Star jelentése szerint az ásás nem mutatott bizonyítékot arra vonatkozólag, hogy valaha is volt időkapszula a Georgia Guidestones alatt.

#### Utóhatása
Az Elbert megyei seriff hivatala a GBI közreműködésével kivizsgálta a robbantást. A robbantás estéjén a GBI kiadott egy videót, amelyen a robbanás és egy érdekes jármű nem sokkal korábban elhagyta a helyszínt. Az indítékot nem hozták nyilvánosságra, és a gyanúsítottakat sem azonosították nyilvánosan. 2022. július 14-én, majd 2022. július 25-én a GBI frissítést adott, a robbantás óta nem történt jelentős előrelépés az ügyben. A vezetőköveket a megye karbantartotta, és mint ilyen, középületnek számított, így elpusztításuk minimum 20 év börtönbüntetést vonna maga után.
2022 júliusának végén Daniel Graves, Elberton polgármestere azt mondta, hogy a város pontosan olyannak tervezi újjáépíteni az emlékművet, amilyen volt, és hozzátette: "Csak készülünk és izgatottak vagyunk az újjáépítésükkel kapcsolatban. Ez meg fog történni. Hat hónapba telhet, amíg elkészülnek. év, hogy megtegyük, de meg fogjuk tenni." 2022. augusztus 8-án Elberton városi tanácsa megszavazta, hogy bírósági eljárást indítsanak az emlékművet felépített öthektáros föld visszaadása érdekében korábbi tulajdonosának, egy helyi gazdaságnak. A városi tanács bejelentette, hogy az emlékmű maradványait, amelyet biztonsági okokból egy harmadik fél helyre szállítottak, az Elberton Gránit Egyesületnek adják. Mind az Elberton Granite Association, mind az Elberton városi tanács kétségeinek adott hangot a tekintetben, hogy a vezetőkövek újjáépülnek, de reményüket fejezték ki, hogy egy napon ez megtörténhet.

## Leírás

### Parancsok

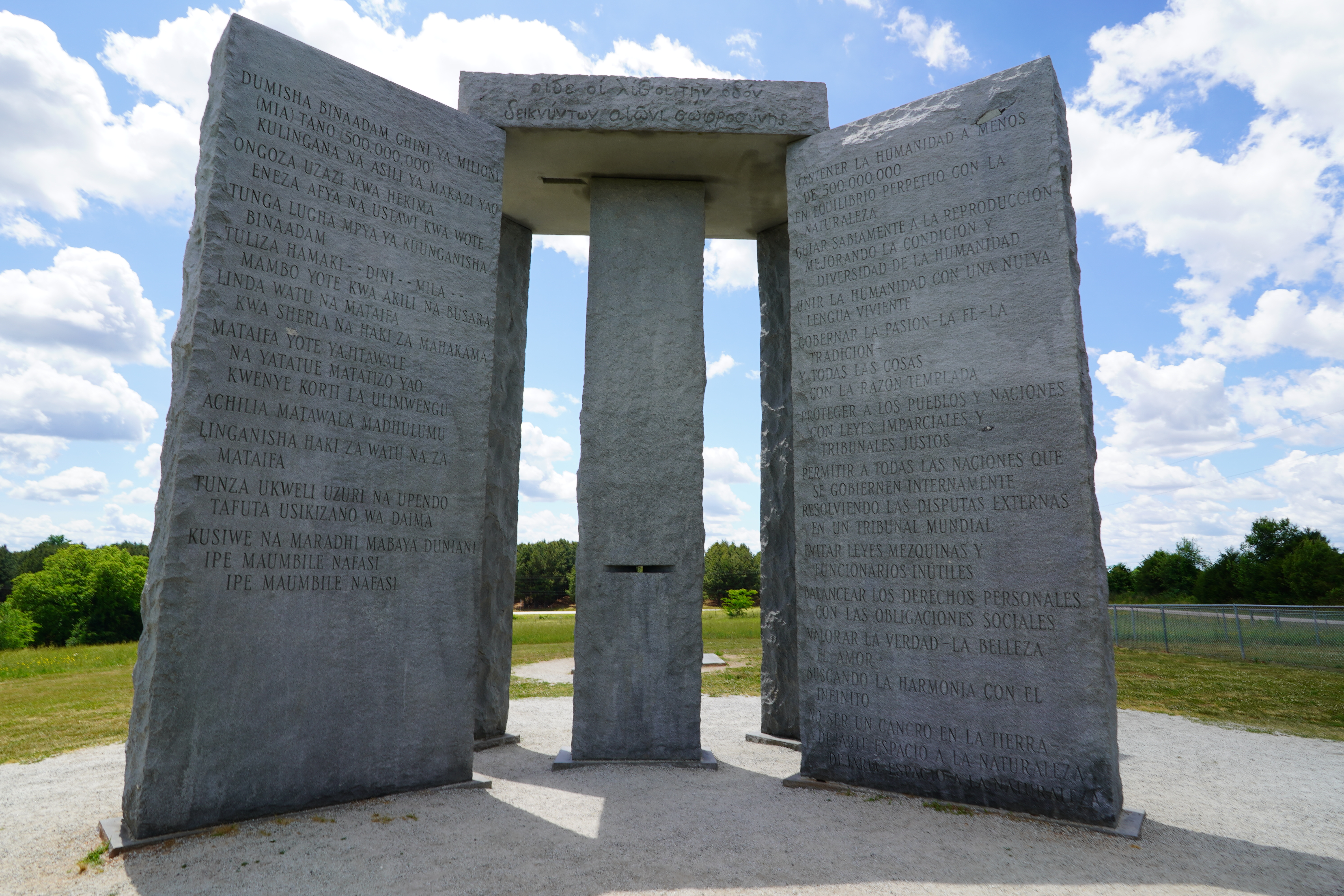
Az irányköveken elhelyezett parancsok

Az emlékműre egy tíz irányelvből vagy parancsokból álló üzenetet véstek nyolc különböző nyelven a négy nagy álló kő mindkét oldalára. Az óramutató járásával megegyező irányba haladva az épület körül északról az angol, a spanyol, a szuahéli, a hindi, a héber, az arab, a hagyományos kínai és az orosz nyelv szerepel. A nyelveket azért választották ki, mert az emberiség nagy részét képviselték, kivéve a héber nyelvet, amelyet a judaizmussal és a kereszténységgel való kapcsolata miatt került be. Az emlékmű támogatói szerint a feliratok arra irányulnak, hogy az emberiséget a természet megóvására irányítsák egy esetleges nukleáris háborút követően, amelyről az alkotók közvetlen figyelmeztetnek. A feliratok négy fő témával foglalkoztak: „kormányzás és a világkormány felállítása, népesség- és szaporodás-ellenőrzés, környezet és az emberiség természethez való viszonya valamint spiritualitás”.
A felirat parancsolatai így szóltak:
1. Tartsátok 500 millió alatt a népességszámot, összhangban a természettel.
2. Szaporodjatok bölcsen, fejlesszétek az állóképességeteket, törekedjetek a sokféleségre.
3. Egyesítse az emberiséget egyetlen, élő új nyelvvel.
4. Tartsátok a hitet, szenvedélyt, tradíciókat észszerű keretek között.
5. Védje a nemzeteket és az egyes embereket az  igazságos törvény és bíráskodás.
6. A nemzetek dönthessenek saját ügyeikben, a nemzetközi vitákat pedig a Világbíróság döntse el.
7. Ne legyenek piti törvények és hasztalan hivatalnokok.
8. Az egyéni jogok és a szociális kötelezettségek legyenek egyensúlyban.
9. Értékeld az igazságot, szépséget, szeretetet – keresd a harmóniát a végtelennel.
10. Ne légy a Föld rákfenéje – Hagyj teret a természetnek – Hagyj teret a természetnek.

### A földbe süllyesztett gránitkő

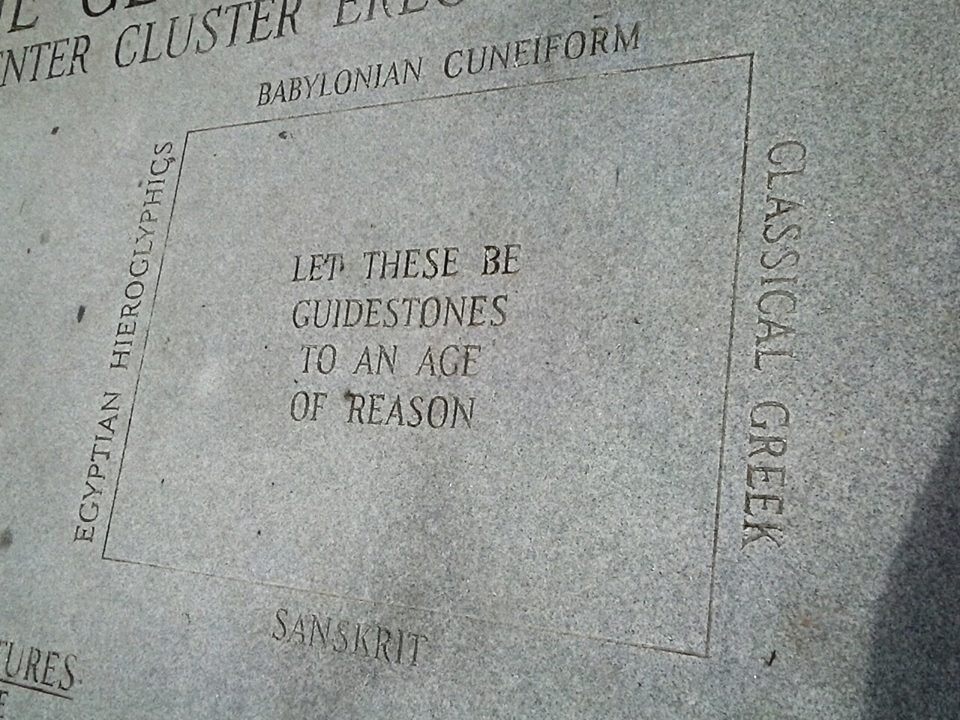
A kövek mellé egy magyarázatot tartalmazó táblát helyeztek el

Az emlékműtől néhány méterrel nyugatra egy további gránitkő helyeztek el a talajon. Ez a tábla azonosította a szerkezetet és a rajta használt nyelveket, és felsorolt különféle tényeket a kövek méretéről, súlyáról és csillagászati jellemzőiről, a felállítás dátumáról és a projekt támogatóiról. A tábla alá temetett időkapszulára utalt, de a kövön a kapszula elásásának és felnyitásának dátumának kitöltésére szolgáló üres helyek nem voltak felírva, így bizonytalan volt, hogy az időkapszula valóban valaha is el lett-e helyezve. Az emlékmű 2022 júliusában történt eltávolítása során a megyei tisztviselők hat láb mélyen ástak a tábla alatt, hogy ellenőrizzék az időkapszulát, de nem találtak semmit.
A magyarázó tábla szövege némileg következetlen volt az írásjelek tekintetében, és az „álnév” szót hibásan írta le. A szöveg eredeti elírása, írásjelei és sortörései megmaradtak az átírásban (a kisbetű nem). A tábla tetején, közepén ez állt:
A Georgia Guidestones emlékmű
1980. március 22-én felállított emlékmű
Közvetlenül ez alatt volt egy négyzet körvonala, amelybe ez volt írva:
Legyen ez útmutató az értelmes, észszerű kor számára
A kövek tetején négy ősi nyelvre írott fordítások készültek. Felülről indulva és az óramutató járásával megegyezően haladva a következők voltak írva: babiloni ékírással, klasszikus görög nyelven, szanszkritül és egyiptomi hieroglifákkal.
A táblagép bal oldalán volt egy szövegoszlop (a metrika konverziója hozzáadva):
Csillagászati jellemzők
1. Csatorna kövön keresztül
égi pólust jelzi
2. A vízszintes nyílás jelzi
a nap éves utazása
3. Napsugár a zárókövön keresztül
mindvégig délidőt jelöl
az év
Szerző: R.C. keresztény (álnév)

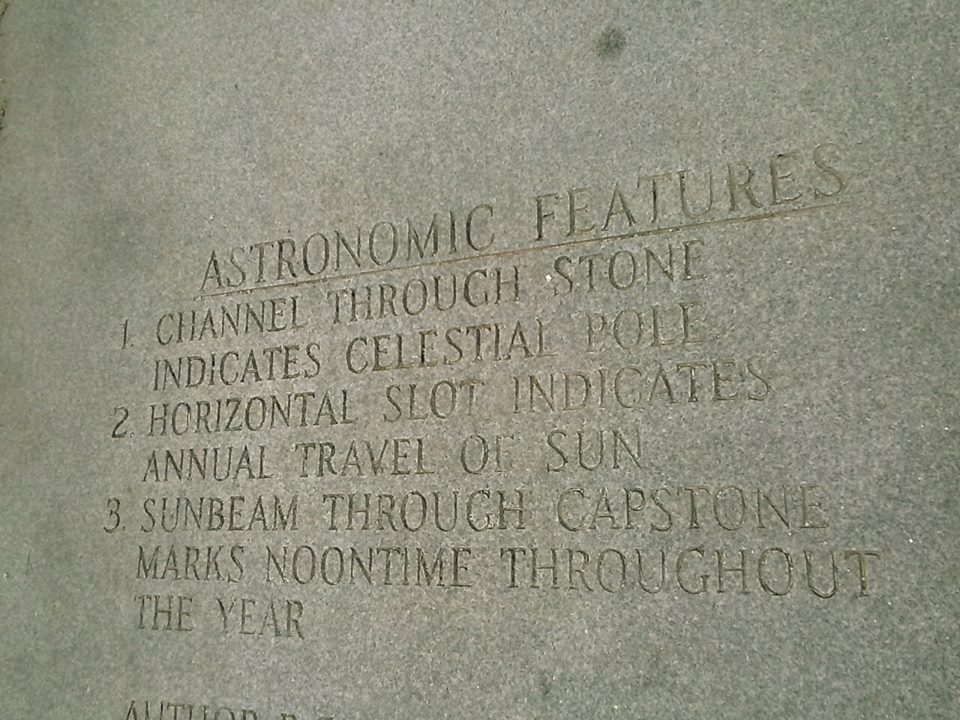
Az iránykövek csillagászati jellemzői

Támogató: Egy kis amerikai csoport, akik az Ész Korát várják
Időkapszula

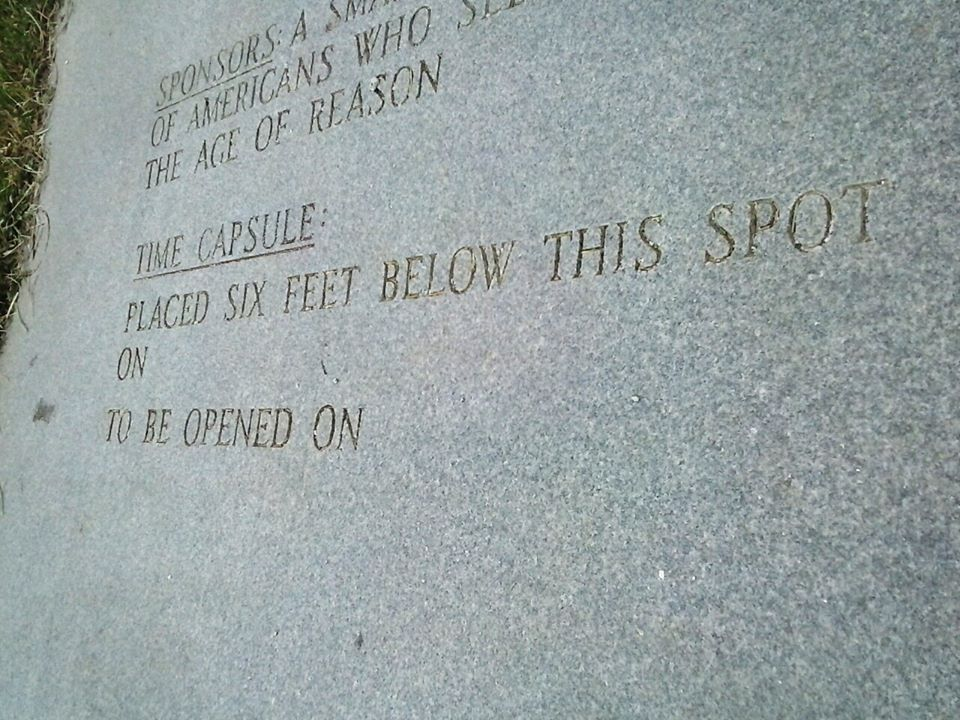
Dátum nélküli utasítások a helységhez tartozó időkapszulájához

1,83 méterrel ez alatt a hely alatt helyezték el
Elhelyezés dátuma:
Ki kell nyitni:
A szavak az időkapszula fejléc alatt látható módon jelentek meg; dátumot nem véstek bele.

### Az építmény adatai
A táblagép jobb oldalán egy szövegoszlop volt (mennyiségi adatokkal hozzáadva):
FIZIKAI ADATOK
1. TELJES MAGASSÁG – 5,87 m.
2. ÖSSZTÖMEG – 107 840 kg.
3. A NÉGY FŐ KŐ 4,98 m MAGAS, MINDENKI ÁTLAGOS SÚLYA 19 249 kg.
4. A KÖZÉPSŐ KŐ 4,98 M MAGAS, 9506 kg TÖMEGŰ.
5. A ZÁRÓKŐ 9 2,95 m HOSSZÚ, 1,98 m SZÉLES; 0,48 m VASTAG. 11 264 kg TÖMEGŰ.
6. TÁMASZKÖVEK (ALAPOK EGYÜTT)  2,24 m HOSSZÚAK,0,61 m SZÉLESEK, 0,41 m VASTAG. MINDEGYIK ÁTLAGOS SÚLYA 2211 kg.
7. TÁMASZKÖVEK 1,28 m HOSSZÚ, 0,66 m SZÉLES, 0,48 m VASTAG. 1228 kg SÚLYÚAK.
8. 26,9 m³ GRÁNITOT HASZNÁLTAK FEL HOZZÁ.
9. A KIFEJTETT GRÁNIT BÁNYÁI 5 km-RE NYUGATON TALÁLHATÓAK
    ELBERTON, GEORGIA ÁLLAM.

### A köveken szereplő nyelvek

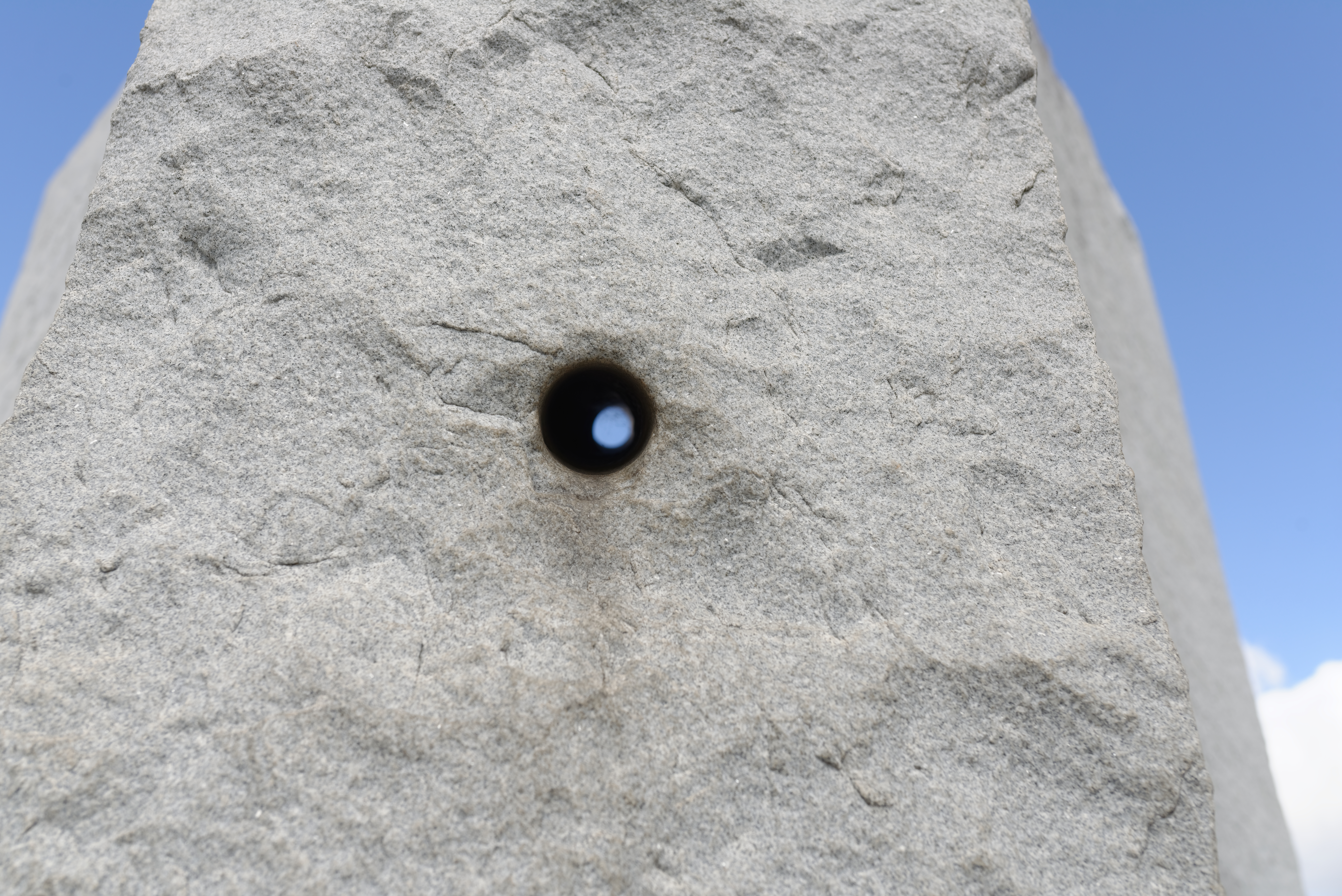
A csillagászati lyuk

A két szöveghasáb alá a „Guidestone-on szereplő nyelvek” felirat volt írva, alatta pedig a gránitlap elrendezésének ábrája. Nyolc modern nyelv nevét írták a téglalapok hosszú szélei mentén, élenként egyet. Északról indulva, az óramutató járásával megegyező irányba, az északkeleti téglalap felső éle szereplő nyelvek a következők voltak: angol, spanyol, szuahéli, hindi, héber, arab, kínai és orosz. A tábla alján, közepén a következő információ volt olvasható:
További információ az Elberton Granite Museum & Exhibit webhelyen érhető el
College Avenue
Elberton, Georgia állam

### Csillagászati jellemzők

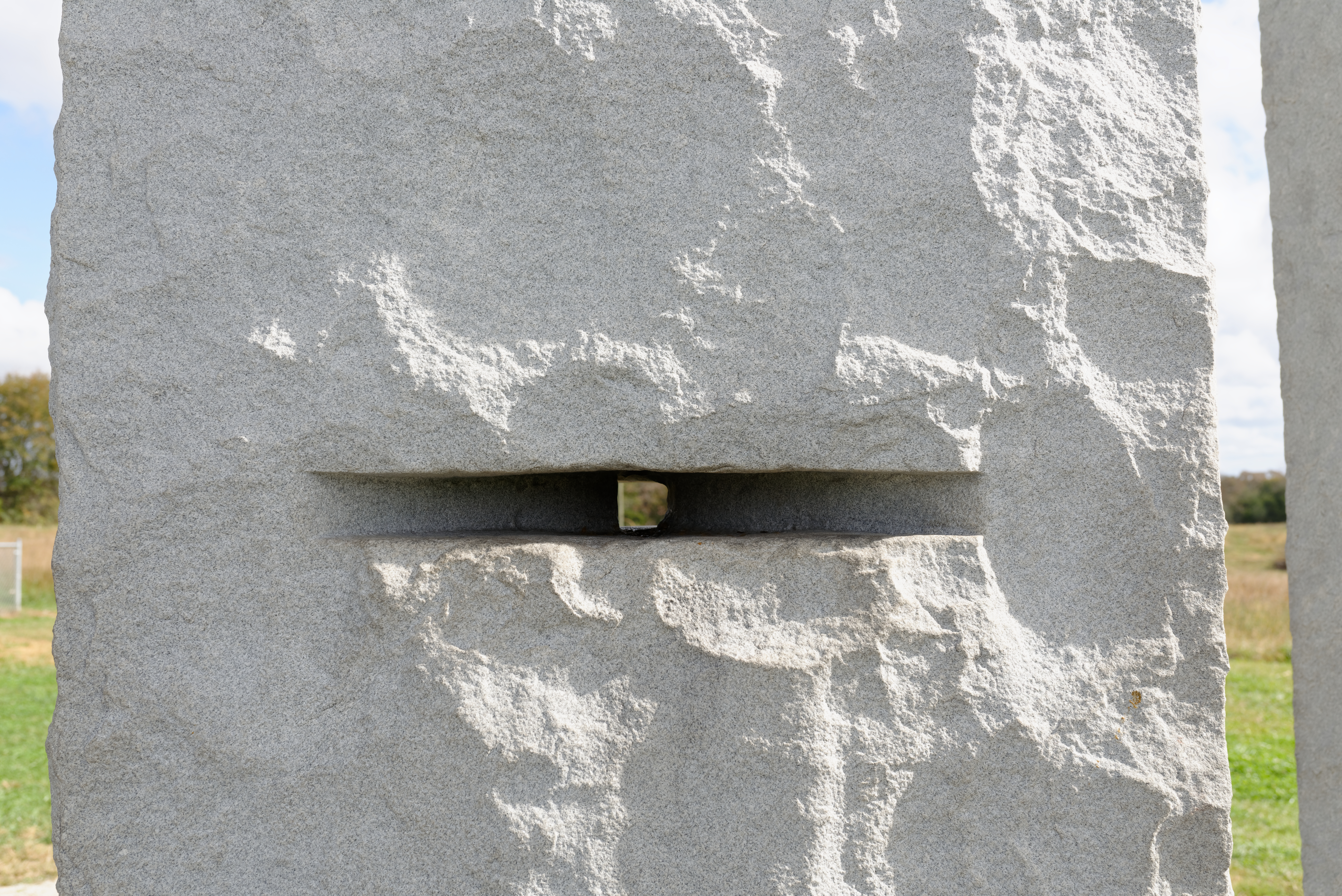
A csillagászati rés

A négy külső kő egy 18 és fél éves holdciklus határait jelölje. A középső oszlopon az egyik oldalról a másikra ferdén fúrt lyuk volt, amelyen keresztül a Sarkcsillag látható volt. Ugyanebben az oszlopban egy rés volt vésve, amely a napfordulókhoz és napéjegyenlőségekhez igazodott. A zárókőben lévő 22 mm nyílás minden nap délben átengedi a napsugarakat, amely az év napját jelző sugár világít meg a középső kövön. A Georgiai Egyetem csillagásza, Loris Magnani ezeket a tulajdonságokat "legjobb esetben közepesnek" értékelte, és az építményt "a Stonehenge-hez, mint egy számítógépéhez képest csak abakusznak" tartja.

## Értelmezések
Az iránykövek megrendelésekor Christian úgy jellemezte őket, mint a jövő nemzedékeinek szóló útmutatót a korlátozott erőforrások kezeléséhez, potenciálisan az atomháború következményeként. Yoko Ono szerint a feliratos üzenetek egy "felkavaró felhívás a racionális gondolkodásra". Az útmutatókövek feliratait azonban azzal is vádolják, hogy népszerűsítik az eugenikát és a népirtást.

### Összeesküvés-elméletek
Az útmutatók az összeesküvés-elméletek hívei érdeklődésének tárgyává váltak. A Wired folyóirat azt állította kijelentette, hogy meg nem határozott ellenfelek "Az Antikrisztus Tízparancsolatának" nevezték őket. Egyes konzervatív keresztények sátáninak gondolták az emlékművet.
Mark Dice jobboldali aktivista azt követelte, hogy az irányköveket "törjék millió darabra, majd a törmeléket építsék fel", azt állítva, hogy a iránykövek "mélyen sátáni eredetűek", és R. C. Christian tartozik az Új Világrendhez kapcsolódó "luciferi titkos társasághoz". Az emlékmű leleplezésekor egy helyi miniszter kijelentette, hogy szerinte az emlékmű „a napimádóknak, a kultuszimádóknak és az ördögimádóknak való”.
Jay Weidner, az összeesküvés-elmélet kutatója azt mondta, hogy a köveket megrendelő ember álneve – „R. C. Christian” – hasonlít Christian Rosenkreutzra, a Rózsakeresztes Rend alapítójára. Mások, akik egyetértenek Weidnerrel, a rózsakeresztes rend első, 1614-ben írt kiáltványára hivatkoznak, amely kijelenti: „Az R.C. legyen pecsétünk, jelünk és jellemünk”. Hasonlóságot látnak a iránykövön lévő írás és a (rózsakeresztes) Thomas Paine Az értelem kora művének címe között is.

## Fordítás
- Ez a szócikk részben vagy egészben  a   Georgia Guidestones című angol Wikipédia-szócikk fordításán alapul.  Az eredeti cikk szerkesztőit annak laptörténete sorolja fel. Ez a jelzés csupán a megfogalmazás eredetét és a szerzői jogokat jelzi, nem szolgál a cikkben szereplő információk forrásmegjelöléseként.

## Lásd még
- Stonehenge